# Leptataspis fortunata
Leptataspis fortunata är en insektsart som beskrevs av Schmidt 1911. Leptataspis fortunata ingår i släktet Leptataspis och familjen spottstritar. Inga underarter finns listade i Catalogue of Life.